# いいね東海
『いいね東海』（いいねとうかい）は、NHK名古屋放送局で中京広域圏向けに放送されているNHKのミニ番組。

## 概要
東海地方（愛知県、岐阜県、三重県、静岡県）のケーブルテレビ局や各地方公共団体の有志が制作したそれぞれの地域の人や誇りに思う行事、特産、観光スポットなどの紹介映像を放送する。2022年8月20日から9月10日にかけて第1弾が、同年11月20日から第2弾が放送されている。放送範囲は東海3県の総合テレビに限られていたが、御前崎の紹介映像が含まれる第2回のみ静岡県でも放送された。また、特設サイトが開設されており、番組で紹介された映像はこちらでも閲覧することができる。

## 参加自治体

### 愛知県
全54市町村（38市14町2村）中14市町が参加。
- 名古屋市（3回）
- 豊田市
- 岡崎市（2回）
- 一宮市（4回）
- 豊橋市
- 刈谷市
- 碧南市（3回）
- 豊明市（2回）
- 津島市
- 愛西市（2回）
- 岩倉市（3回）
- 額田郡幸田町
- 丹羽郡扶桑町
- 知多郡美浜町

### 岐阜県
全42市町村（21市19町2村）中7市町が参加。
- 美濃市
- 多治見市
- 可児市（3回）
- 山県市
- 不破郡関ケ原町（2回）
- 羽島郡岐南町
- 揖斐郡池田町

### 三重県
全29市町（14市15町）中7市町が参加。
- 伊賀市（2回）
- 桑名市
- 松阪市
- 鈴鹿市（2回）
- 四日市
- 津市
- 度会郡南伊勢町

### 静岡県
全35市町（23市12町）中3市が参加。
- 御前崎市（2回）
- 静岡市
- 浜松市（2回）

## 放映リスト

### 第1弾
- 2022年8月20日 - 9月10日

| 回数 | サブタイトル                                 | 内容                   | 制作                     | 本放送日       |
| ---- | -------------------------------------------- | ---------------------- | ------------------------ | -------------- |
| 1    | 刈谷をおしゃれなまちに！「カリアンブレラ」   | カリアンブレラ         | 愛知県刈谷市             | 2022年 8月18日 |
| 1    | 知られざる魅力in馬場内遊園地                 | 中京競馬場             | 愛知県豊明市             | 2022年 8月18日 |
| 1    | 電車に隠れた忍者を探せ！                     | 伊賀鉄道               | 伊賀上野ケーブルテレビ   | 2022年 8月18日 |
| 2    | 江戸時代の情緒漂う町みのし                   | うだつの上がる町並み   | 岐阜県美濃市             | 8月27日        |
| 2    | ドラマで地域をPR～物語の力で魅せる～         | 片野泰雅               | 愛知県丹羽郡扶桑町       | 8月27日        |
| 2    | 夏の御前崎へ                                 | 御前崎                 | 御前崎ケーブルテレビ     | 8月27日        |
| 3    | 生まれ育った地元を元気に！～多度大社前朝市～ | 多度大社               | 中部ケーブルネットワーク | 9月3日         |
| 3    | 徳川十六神将「平岩の射割石」                 | 八百富社               | 愛知県額田郡幸田町       | 9月3日         |
| 3    | 息抜きの場所、今から美浜町へ                 | 美浜町                 | 愛知県知多郡美浜町       | 9月3日         |
| 4    | アツいまち多治見                             | 多治見市               | おりべネットワーク       | 9月10日        |
| 4    | 真夏のひんやり案内                           | 真夏のひんやりスイーツ | 愛知県碧南市             | 9月10日        |
| 4    | 一宮市尾西歴史民俗資料館別館 旧林家住宅      | 旧林家住宅             | 愛知県一宮市             | 9月10日        |

### 第2弾
- 2022年11月20日 -

| 回数 | サブタイトル                                                   | 内容                                      | 制作                                 | 本放送日        |
| ---- | -------------------------------------------------------------- | ----------------------------------------- | ------------------------------------ | --------------- |
| 5    | ニューレトロ                                                   | 石塚硝子株式会社                          | スターキャット・ケーブルネットワーク | 2022年 11月20日 |
| 5    | 岡崎の朝の風景 二七市                                          | 二七市                                    | ミクスネットワーク                   | 2022年 11月20日 |
| 5    | 松阪もめんを次世代へ                                           | 松阪木綿                                  | 松阪ケーブルテレビ・ステーション     | 2022年 11月20日 |
| 6    | GOする?関ヶ原                                                  | 岐阜関ケ原古戦場記念館                    | 大垣ケーブルテレビ                   | 11月27日        |
| 6    | 地域活性化を願い秋の夜空を彩る花火                             | 帷子花火                                  | ケーブルテレビ可児                   | 11月27日        |
| 6    | 劇場型消防署 ～愛知県豊明市～                                  | 豊明消防署                                | 愛知県豊明市                         | 11月27日        |
| 7    | COOL! NAGOYA MATSURI編                                         | にっぽんど真ん中祭り 世界コスプレサミット | 愛知県名古屋市                       | 12月4日         |
| 7    | 甘さ広がる花の香り わたしたちの「一商はちみつ」                | 一商はちみつ                              | 愛知県一宮市                         | 12月4日         |
| 7    | 徳川家康とのゆかりをたどる 大浜てらまち                        | 大浜てらまち                              | 愛知県碧南市                         | 12月4日         |
| 8    | 都会のオアシス、発見                                           | 徳川園                                    | スターキャット・ケーブルネットワーク | 12月11日        |
| 8    | 天下人への道・大樹寺                                           | 大樹寺                                    | ミクスネットワーク                   | 12月11日        |
| 8    | 東三河伝統の手筒花火                                           | 手筒花火                                  | 豊橋ケーブルネットワーク             | 12月11日        |
| 9    | 葵を巡る                                                       | 駿府城                                    | TOKAIケーブルネットワーク            | 12月18日        |
| 9    | 若き家康がいた街～浜松市～                                     | 三方ヶ原の戦い 浜松城                     | 浜松ケーブルテレビ                   | 12月18日        |
| 9    | 最高の一杯を #岐南ラーメンIC                                   | 岐南ラーメン                              | 岐阜県羽島郡岐南町                   | 12月18日        |
| 10   | みんなのいいね138タワーパーク                                  | 138タワーパーク                           | アイ・シー・シー                     | 12月25日        |
| 10   | こぎだそう！南伊勢へ                                           | 鵜倉園地                                  | 三重県度会郡南伊勢町                 | 12月25日        |
| 10   | 決戦の舞台 天下分け目の関ヶ原                                  | 関ヶ原古戦場跡                            | 岐阜県不破郡関ケ原町                 | 12月25日        |
| 11   | 『人工芝！？新しいグラウンドを「ちゃちゃまる」が一周してみた』 | 池田公園                                  | 岐阜県揖斐郡池田町                   | 2023年 1月1日   |
| 11   | 愛知県岩倉市の特産品「名古屋コーチン」                         | 名古屋コーチン                            | 愛知県岩倉市                         | 2023年 1月1日   |
| 11   | 木曽川と長良川の大自然                                         | 木曽川                                    | 愛知県愛西市                         | 2023年 1月1日   |

## 放送時間
- NHK総合テレビジョン（東海3県）[注釈 3]
  - 毎週土曜 0:43 - 0:45 (JST)（第1弾）
  - 毎週日曜 10:43 - 10:45 （JST)（第2弾）